# Élection présidentielle hongroise de 2022
L'élection présidentielle hongroise de 2022 (en hongrois : 2022-es magyar elnökválasztás) se tient le 10 mars 2022 afin d'élire au suffrage indirect le président de la république de Hongrie pour un mandat de cinq ans.
Ayant effectué deux quinquennats, le président sortant János Áder n'est pas éligible à sa réélection selon les dispositions de la Loi fondamentale.
L'ancienne ministre sans portefeuille chargée de la Famille, Katalin Novák, l'emporte dès le premier tour grâce au soutien de son parti, le Fidesz, et devient ainsi la première présidente de la Hongrie.

## Contexte

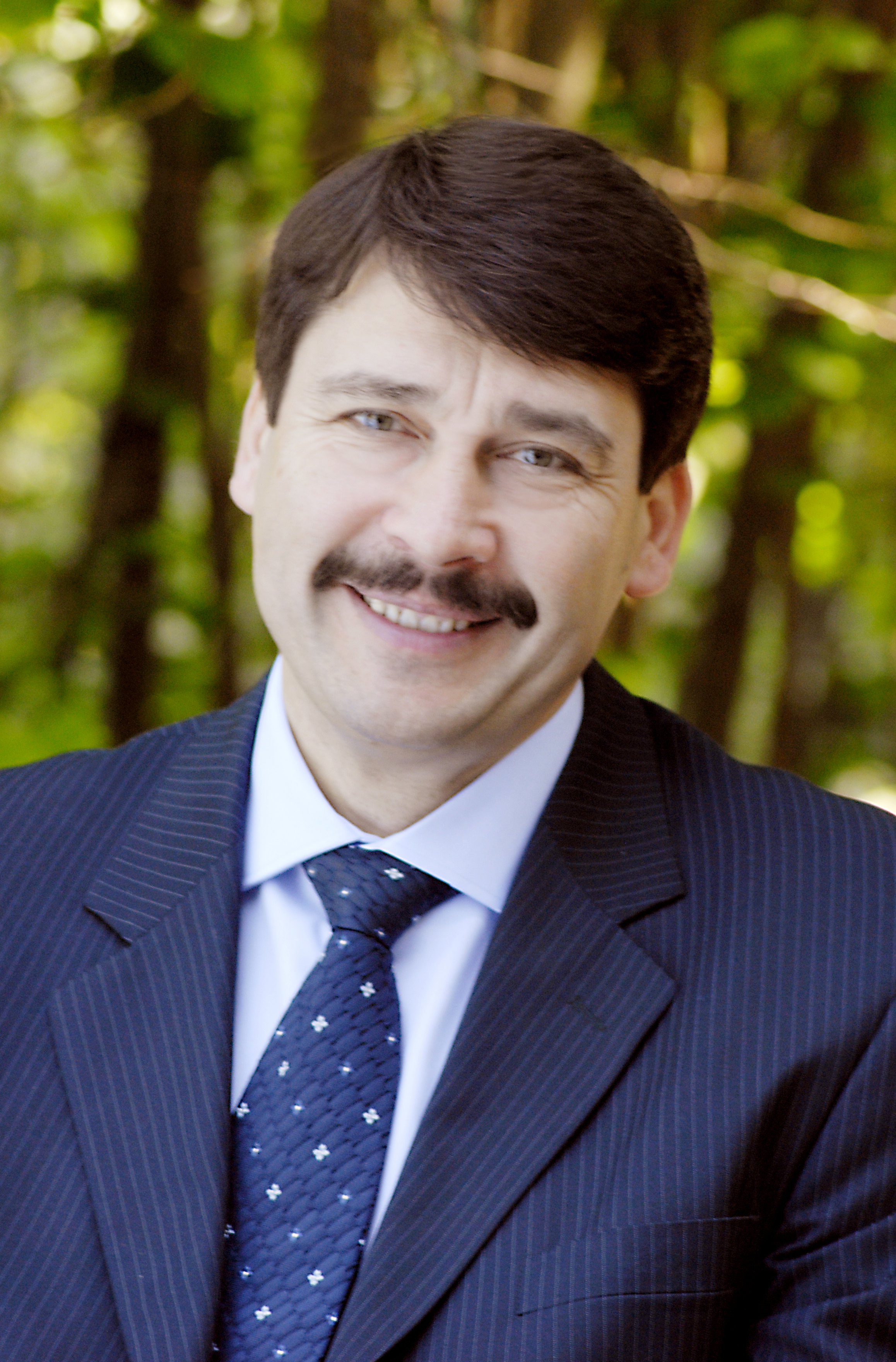
Le président sortant, János Áder.

Les prérogatives du président hongrois sont largement honorifiques et protocolaires, bien qu'il puisse exercer une forme de veto à l'encontre des lois votées par l'assemblée nationale en les faisant examiner par la Cour constitutionnelle afin que celle-ci examine leur conformité à la loi fondamentale, ou en les renvoyant à l'Assemblée nationale pour une nouvelle délibération.
L'élection présidentielle de mars 2017 est remportée au second tour par le président sortant, János Áder, élu en 2012 en tant que candidat du Fidesz, le parti du Premier ministre Viktor Orbán,. C'est alors la première fois depuis 1995 qu'un président sortant sollicite sa réélection. 
Largement attendue du fait de la large majorité détenue par la coalition gouvernementale menée par le Fidesz, la réélection de János Áder au second tour lui permet d'entamer un second mandat de cinq ans le 8 mai 2017. Le scrutin présidentiel constitue une nouvelle victoire pour Viktor Orbán, qui a su imposer sans difficultés son candidat comme lors des deux précédents scrutins présidentiels, en 2010 et en 2012.
Les élections législatives d'avril 2018 voient à nouveau la victoire du gouvernement du Premier ministre Viktor Orbán. Avec une participation au plus haut depuis vingt ans, la coalition Fidesz-KDNP, donnée grande favorite du scrutin, conserve la majorité absolue ainsi que la majorité qualifiée des deux tiers des sièges. Le scrutin est un échec important pour les principaux partis d'opposition, dont les chefs démissionnent dans la foulée,,. 
Le calendrier électoral fait coïncider en 2022 l'élection présidentielle prévue en mars aux élections législatives prévues en avril. L'opposition tente sans succès courant 2021 de faire voter un amendement imposant la tenue du scrutin présidentiel après les législatives. Le 13 janvier 2022, l'élection est finalement fixée au 10 mars suivant, soit un peu moins d'un mois avant les législatives.
Entre-temps, les six principaux partis d'opposition s'unissent au sein d'une coalition courant 2021 afin de contrer le Fidesz aux législatives. Le Jobbik, le Parti socialiste hongrois (MSZP), le Parti du dialogue pour la Hongrie (PM), Coalition démocratique (DK), La politique peut être différente (LMP) et Mouvement Momentum (MM) forment ainsi la coalition Unis pour la Hongrie,.

## Système électoral
Le président de la République de Hongrie est élu pour un mandat de cinq ans — renouvelable une seule fois — au suffrage indirect et secret par un collège électoral composé des 199 membres de l'Assemblée nationale.
Le mode de scrutin utilisé est une forme modifiée du scrutin uninominal majoritaire à deux tours. Pour l'emporter, un candidat doit réunir au premier tour la majorité qualifiée des deux tiers de l'ensemble des membres du collèges, soit 133 voix. À défaut, un second tour est organisé entre les deux candidats arrivés en tête au premier. Est alors élu le candidat qui remporte la majorité absolue des suffrages exprimés.
Pour se présenter, un candidat doit être âgé d'au moins trente cinq ans et recevoir les signatures de parrainage de la part d'au moins un cinquième des membres du collège, soit 40 députés. Chaque député ne peut apporter son soutien qu'à un seul candidat, ce qui réduit à cinq le nombre maximum de candidatures possibles au cours d'une même élection. Depuis la fin du régime communiste en 1990, les élections présidentielles n'ont jamais vu s'opposer plus de deux candidats.
L'élection est organisée entre soixante et trente jours avant la fin du mandat du président sortant, ou dans les trente jours en cas de fin de mandat anticipée. La Loi fondamentale impose au scrutin d'être organisé sur un maximum de deux jours. Le président nouvellement élu prête serment devant l'Assemblée nationale et prend ses fonctions à l'expiration du mandat de cinq ans de son prédécesseur, ou huit jours après son élection si la fin de mandat est anticipée.

## Candidats
Le Fidesz annonce en décembre 2021 son soutien à la candidature de la ministre chargée de la Famille, Katalin Novák. Cette dernière bénéficie du soutien du Parti populaire démocrate-chrétien, partenaire de coalition du Fidesz.
Seule autre formation politique à disposer de quarante députés à l'Assemblée nationale, la coalition Unis pour la Hongrie présente à la mi-février la candidature de l'avocat et économiste indépendant Péter Róna.

## Résultats
|                          | Katalin Novák            | Fidesz                   | 137      | 72,87    |  |  |  |  |
|                          | Péter Róna               | Indépendant              | 51       | 27,13    |  |  |  |  |
|                          |                          |                          |          |          |  |  |  |  |
| Majorité requise         | Majorité requise         | Majorité requise         | 133 voix | 133 voix |  |  |  |  |
|                          |                          |                          |          |          |  |  |  |  |
| Votes valides            | Votes valides            | Votes valides            | 188      | 97,41    |  |  |  |  |
| Votes blancs et nuls     | Votes blancs et nuls     | Votes blancs et nuls     | 5        | 2,59     |  |  |  |  |
| Total                    | Total                    | Total                    | 193      | 100      |  |  |  |  |
| Abstentions              | Abstentions              | Abstentions              | 6        | 3,02     |  |  |  |  |
| Inscrits / participation | Inscrits / participation | Inscrits / participation | 199      | 96,98    |  |  |  |  |

## Conséquences
Comme attendu, Katalin Novák l'emporte dès le premier tour de scrutin, la coalition Fidesz-Union civique hongroise détenant à elle seule la majorité des deux tiers nécessaire. La passation de pouvoir a lieu le 10 mai 2022. Elle devient à 44 ans la première femme et la plus jeune personne à accéder à la présidence de la République,,.